# Erik Izraelewicz

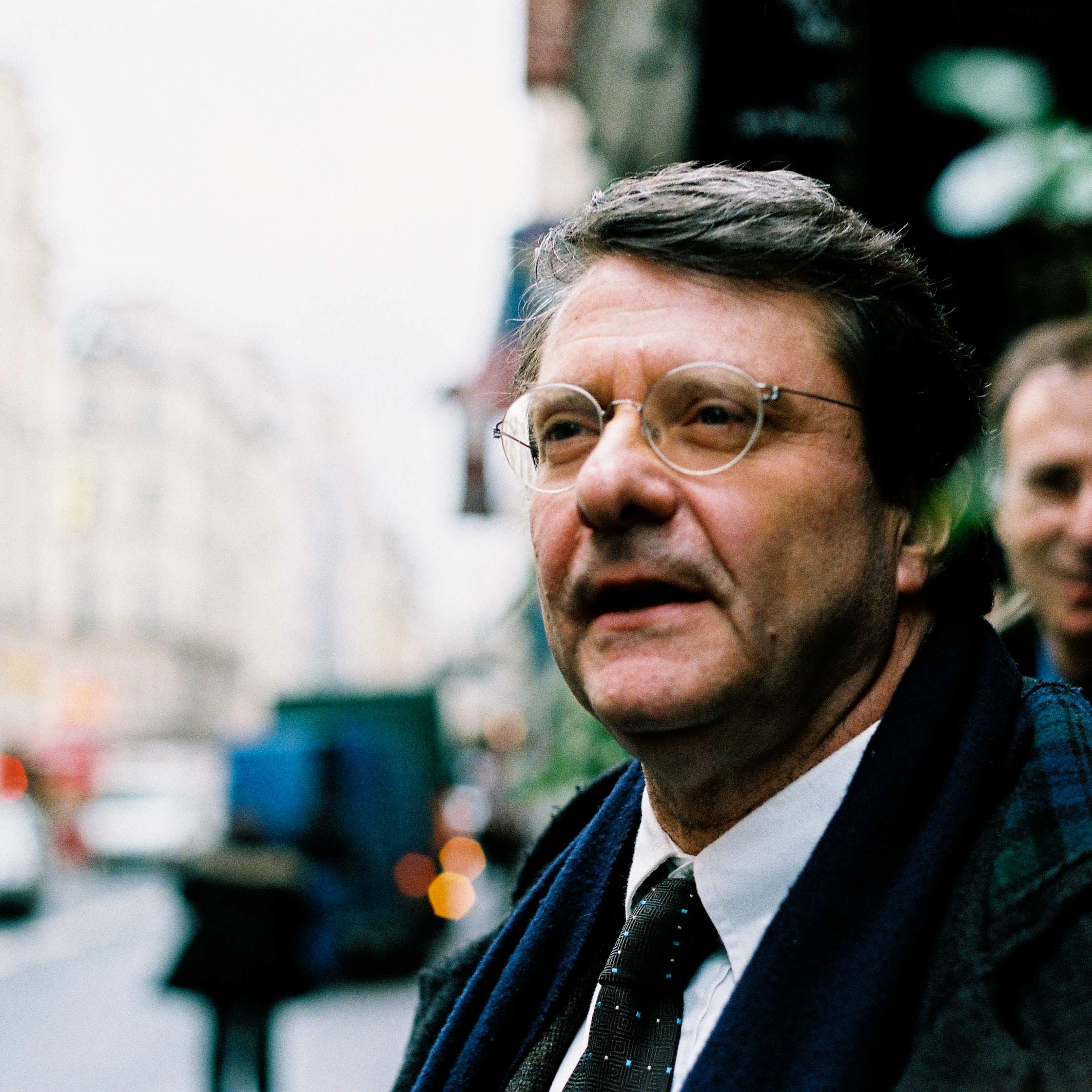
Erik Izraelewicz

Erik Izraelewicz (Estrasburgo, 6 de fevereiro de 1954 - Paris, 27 de novembro de 2012) foi um jornalista frânces, especialista em economia. É notório por ser redator-chefe do jornal Le Monde desde 10 de fevereiro de 2011 até sua morte. Morreu de infarto na própria redação, assim como Yves Heller nos anos 1990.
Iniciou sua carreira em 1981 no jornal "L'Expansion" Passou pelo jornal "La Tribune", sendo um dos seus fundadores.
Ele é graduado pela HEC Paris e CFJ.